# Scinde Railway
| Scinde Railway                | Scinde Railway         |
| ----------------------------- | ---------------------- |
| Streckenverlauf (links unten) |                        |
| Streckenlänge:                | 174 km                 |
| Spurweite:                    | 1676 mm (Kolonialspur) |
|                               |                        |

Die Scinde Railway wurde 1855 von der Scinde Railway Company gegründet und bekam von der indischen Regierung den Auftrag zum Bau einer Eisenbahnlinie in indischer Breitspur zwischen Karatschi und Kotri im Nordwesten Britisch-Indiens, dem heutigen Pakistan. Die Bauarbeiten begannen im April 1858, und am 13. Mai 1861 konnte die Strecke eröffnet werden.

## Geschichte
Die Scinde Railway Company gründete weitere zunächst wirtschaftlich unabhängige Gesellschaften. 1857 die Punjab Railway, 1858 die Dampfschifffahrtsgesellschaft Indus Steam Flotilla und 1863 die Delhi Railway. Zum Jahresende 1864 verfügte die Gesellschaft über 31 Dampflokomotiven, 66 Personen- und 617 Güterwagen. 1870 wurden diese Unternehmen zur Scinde, Punjab and Delhi Railway zusammengeschlossen.

## Anekdoten
John Brunton, ein britischer Eisenbahnbauer, verbrachte die Jahre 1858 bis 1864 mit dem Bau der Scinde-Eisenbahn. Er berichtete seinen Enkeln über eine indische Meuterei, bei der sich ein Mob von Meuterern nicht in die Nähe einer Dampflokomotive zu gehen traute, sondern sie von weitem mit Steinen bewarf, weil sie sie für den Teufel hielt. Die Scinde, eine ethnische Gruppe aus Sindh (jetzt eine Provinz in Pakistan), hatten noch nie Lokomotiven gesehen, hatte aber über diese gehört, dass sie durch eine verborgene Kraft, die sie nicht verstehen konnten, große Lasten über die Gleise ziehen konnten. Daher fürchteten sie sich vor den Lokomotiven, da sie annahmen, dass sie durch eine teuflische Kraft bewegt wurden, und nannten sie Shaitan (oder Satan). Während der Meuterei eroberten die Meuterer einen der Bahnhöfe der Scinde Railway, in dem mehrere Lokomotiven standen. Sie wagten es aber nicht, sich ihnen zu nähern, sondern stellten sich ein gutes Stück entfernt auf und bewarfen sie mit Steinen.

## Lokomotiven
| Nr.   | Bauart | Hersteller | Werks-Nr. | Baujahr |
| ----- | ------ | ---------- | --------- | ------- |
| 1–4   | 1’B    | Kitson     | 585–588   | 1858    |
| 5–12  | 1’B1’  | Sharp      | 1107–1114 | 1859    |
| 13–20 | C      | Sharp      | 1115–1122 | 1859    |
| 21–25 | B1’    | Stephenson | 1471–1475 | 1863    |

Die Nummern 5 bis 7 wurden 1866–67 auf 4 gekoppelte Achsfolge umgerüstet; die Nummer 9 wurde 1868 ebenfalls umgebaut, kehrte aber 1876 in ihre ursprüngliche Form zurück.